# Aurox
Aurox – tworzona w latach 2002-2006 r. dystrybucja systemu GNU/Linux. Obecnie nie jest już rozwijana.

## Historia
Aurox wywodził się z dystrybucji Red Hat Linux (obecnie Fedora Core) i korzystał z pakietów RPM. Podobnie jak Debian posiada menedżer pakietów APT. Przygotowali ją Robert Główczyński i Jarosław Górny.
Aurox ukazywał się na płytkach DVD-ROM z czasopismem „Linux+ Extra” lub można go było pobrać z Internetu. Za granicą Aurox pojawia się w czasopiśmie „Aurox Linux”. Po zmianie producenta zaniechano dalszego rozwoju dystrybucji.
Aurox od 2003 roku posiadał wersję Live. Posiadał sterowniki do akceleratorów 3D NVIDIA i ATI.
Aurox Firewall był dystrybucją Linuksa służącą do tworzenia sprzętowych firewalli. Była ona dodatkiem do Auroksa.

## Wydania
- listopad 2002 r. – ukazała się pierwsza wersja: Aurox 8.0 o nazwie kodowej „Starter”
- 21 maja 2003 r. – Aurox 9.0 (włączono do niej programy edukacyjne i multimedialne)
- wrzesień 2003 r. – Aurox 9.1
- grudzień 2003 r. – Aurox 9.2
- 15 marca 2004 r. – Aurox 9.3 (podstawowe pakiety pochodzą z Fedora Core 1 – kontynuacji Red Hat Linux)
- 11 czerwca 2004 r. – Aurox 9.4
- wrzesień 2004 r. – Aurox 10.0 (zmiana jądra 2.4.x na 2.6.x)
- grudzień 2004 r. – Aurox 10.1 (rezygnacja z XFree86 na rzecz X.org)
- kwiecień 2005 r. – Aurox 10.2 (nowe gry: Cube, Galaxy Hack)
- kwiecień 2005 r. – Aurox Firewall 1.0
- lipiec 2005 r. – Aurox 10.3 (obsługa Era BlueConnect i Neostrady)
- wrzesień 2005 r. – Aurox 11.0 (wprowadzenie jednej książki adresowej dla komunikatorów i klientów poczty, OpenOffice.org 2.0, Cedega Time Demo, obsługa większości kodeków)
- marzec 2006 r. – Aurox 11.1
- wrzesień 2006 r. – Aurox 12.0 (obsługa Neostrady TP)
- 31 października 2006 r. – projekt Aurox został zawieszony
- 27 listopada 2006 r. – podano informację o zakończeniu działalności gospodarczej firmy AUROX Polska
- 14 grudnia 2006 r. – przejęcie projektu Aurox przez firmę COBA Solutions Sp. z o.o. z Łodzi[1]
- 6 stycznia 2011 r. – znak towarowy Aurox wystawiony na aukcji na rzecz Wielkiej Orkiestry Świątecznej Pomocy[2]

## Geneza systemu Aurox Linux
Według felietonu autorstwa Jarosława Szumskiego, opublikowanego w numerze 11/2002 czasopisma „Linux+” i będącego istnym manifestem Auroksa, jego powstanie było odpowiedzią na posunięcie firmy Red Hat inc. Firma rozpoczęła rejestrację znaków towarowych systemu i przestała życzyć sobie publikowania Red Hata w magazynie „Linux+ Extra!”, przez co Software-Wydawnictwo nie mogło już promować systemu w Polsce. Przestrzegając licencji, wydawnictwo rozpoczęło wydawanie własnego systemu, silnie zgodnego z Red Hat 8.0. Pierwsza wersja systemu, o nazwie Starter została dostosowana do polskich warunków, jednak dalej domyślnym kodowaniem pozostał Unikod, a interfejsem graficznym – Bluecurve.

## Opis
Dystrybucja spełniała wszystkie warunki systemu do domu i biura. Była całkowicie spolszczona. Zawierała ona dwa najpopularniejsze w tamtym czasie środowiska graficzne (KDE i GNOME) oraz „lżejsze” środowiska dostosowane do komputerów o słabszych parametrach (Xfce, Fluxbox i Window Maker). Jej atutem było posiadanie bogatego zestawu aplikacji biurowych (OpenOffice.org, KOffice), internetowych (Mozilla Suite, Evolution, KMail, GNU Gadu, TleenX), multimedialnych (xine, MPlayer), edukacyjnych (KGeo, Dr Genius), graficznych (GIMP), organizacyjnych (Planner, GNU Terminarz Ucznia) gier (Pingus, Tux Racer, FreedroidRPG) itd. Od pewnego czasu społeczność Auroxa zaoferowała dwie nowe metody pomocy technicznej. Pierwszą z nich był kanał IRC #aurox w sieci freenode (serwer: irc.freenode.net), a z kolei drugą, oficjalne forum auroxowe.
Oceniano, że dystrybucję tę powinni docenić również użytkownicy korzystający z Neostrady, ponieważ Aurox to dystrybucja Linuksa obsługująca ją automatycznie.

## Nagrody Latających Pingwinów
Dwa razy do roku organizowana była edycja letnia i edycja zimowa nominacji do nagród przyznawanych przez Komisję Nagród Latających Pingwinów oraz użytkowników Polskiego Forum Linuksowego. W styczniu rozgrywał się finał, w którym uczestniczą aplikacje oraz te inicjatywy, które uzyskały nominację. Nagrodzone i nominowane aplikacje mają szansę wejść w skład kolejnych dystrybucji.

## Wymagania systemowe[3]
Wymagania minimalne Auroksa dla pracy w trybie tekstowym:
- procesor zgodny z Pentium, zalecany 200 MHz lub lepszy
- pamięć 64 MB lub więcej

Do pracy w trybie graficznym potrzebne są:
- procesor: zalecany 400 MHz Pentium II lub lepszy
- pamięć: minimum 128 MB, zalecane 256 MB lub więcej

Niezbędne wolne miejsce na dysku:
- instalacja minimalna: 600 MB
- serwer: minimum: 900 MB (bez X-ów)
- biuro, szkoła i dom: 2,5 GB
- stacja robocza: 3 GB
- wszystkie pakiety: 7,5 GB

Dodatkowo wymagane jest miejsce na dane użytkownika.